# لويزة برازيلية
لويزة برازيلية (الاسم العلمي:Aloysia brasiliensis) هو نوع نباتي يتبع جنس اللويزة من فصيلة اللويزية